# Tunel Učka

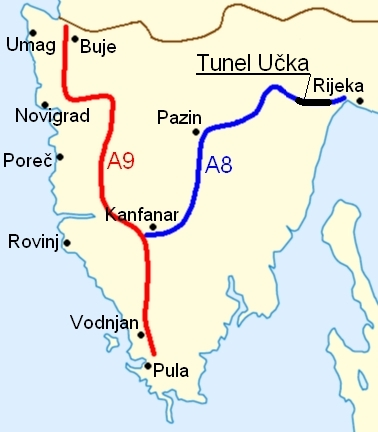
Poloha tunelu na mapě Istrijského ypsilonu

Tunel Učka je dálniční tunel v Chorvatsku.

## Poloha tunelu
Tunel prochází masivem pohoří Učka a spojuje poloostrov Istrii a chorvatské přímoří. Je součástí budované dálnice A8, a tedy i Istrijského ypsilonu. Leží přibližně mezi obcemi Lupoglav a Matulji. Nadmořská výška obou portálů je 495 m.

## Parametry tunelu
Délka tunelu je 5062 m a šířka 9,10 m. Tunel je jednotubusový, jsou v něm dva jízdní pruhy (jeden pro každý směr). Z toho důvodu je v něm omezena rychlost na 80 km/h a je zakázáno předjíždění. Provoz v tunelu sleduje 83 kamer. Protipožární ochrana zahrnuje 538 požárních hlásičů, 39 hydrantů a 38 nouzových telefonů. V tunelu jsou též únikové zóny. Test klubu ADAC v roce 2004 vyhodnotil tunel jako vysoce rizikový pro silniční provoz (tunel obsadil v rámci Chorvatska poslední místo společně s tunelem Tuhobić na dálnici A6). Příčinou špatného hodnocení byl špatný stav vozovky a nedostatek únikových cest.

## Výstavba tunelu
Stavba tunelu začala v roce 1978, otevřen 27. září 1981. V současnosti je postaven pouze jeden tubus, spolu s rozšířením rychlostní silnice B8 na dálnici je plánována stavba druhého, severního tubusu. Počet jízdních pruhů se tak zvýší na čtyři (dva pro každý směr).

## Mýtné
Za použití tunelu se vybírá mýtné v následují výši:
- motocykl, čtyřkolka: 18 HRK
- osobní automobil: 30 HRK
- osobní automobil s přívěsem, obytný automobil: 45 HRK
- autobus, nákladní automobil: 89 HRK
- autobus s přívěsem, kamión: 176 HRK

Součástí placeného úseku jsou celkem 4 bezprostředně za sebou následující silniční stavby: 
- tunel Zrinšćak I – 200 m
- most Vela Draga – 125 m
- tunel Zrinšćak II – 50 m
- tunel Učka – 5062 m

## Průjezd ve směru Kanfanar–Matulji

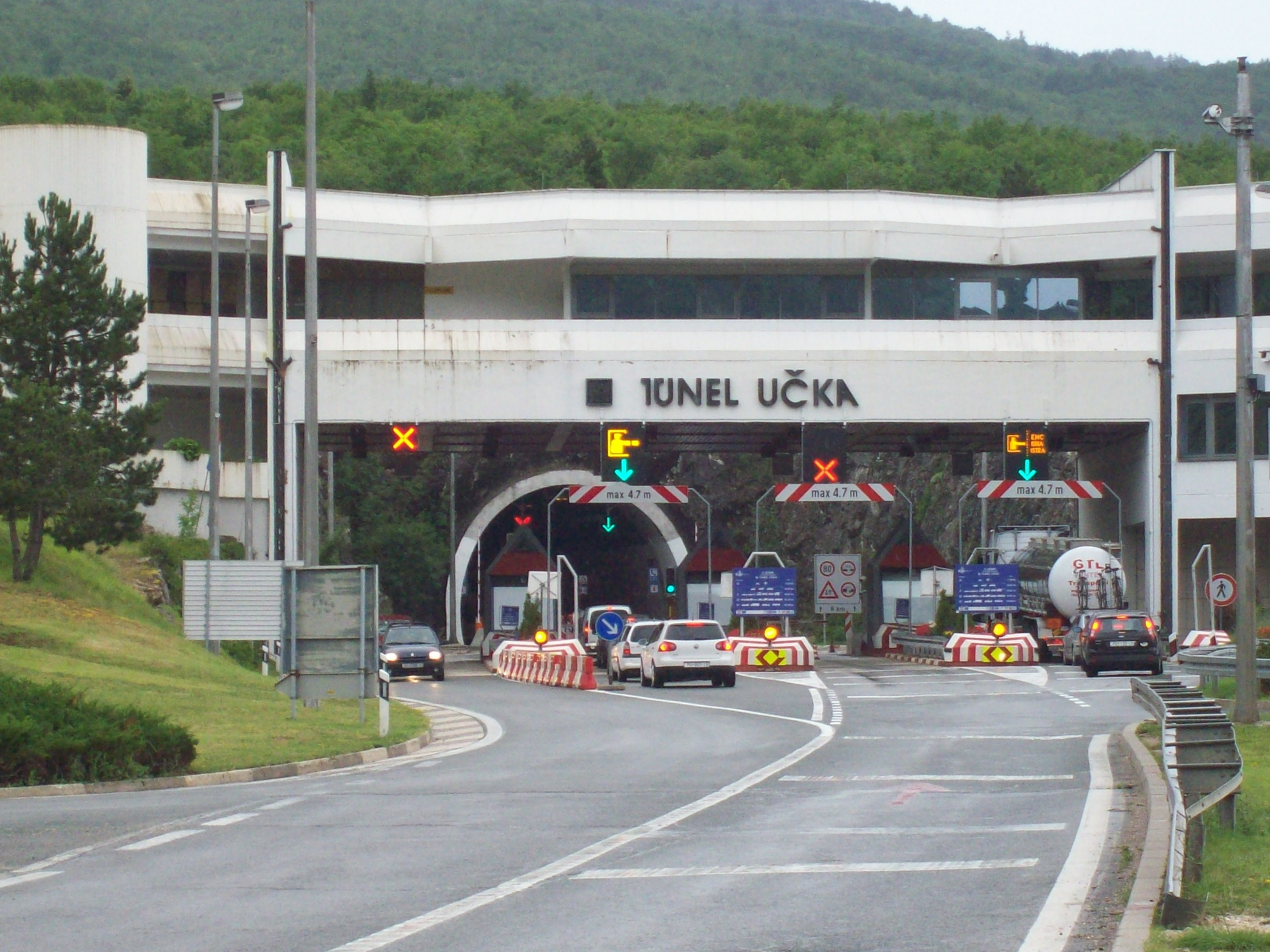
Západní portál – směr od Kanfanaru
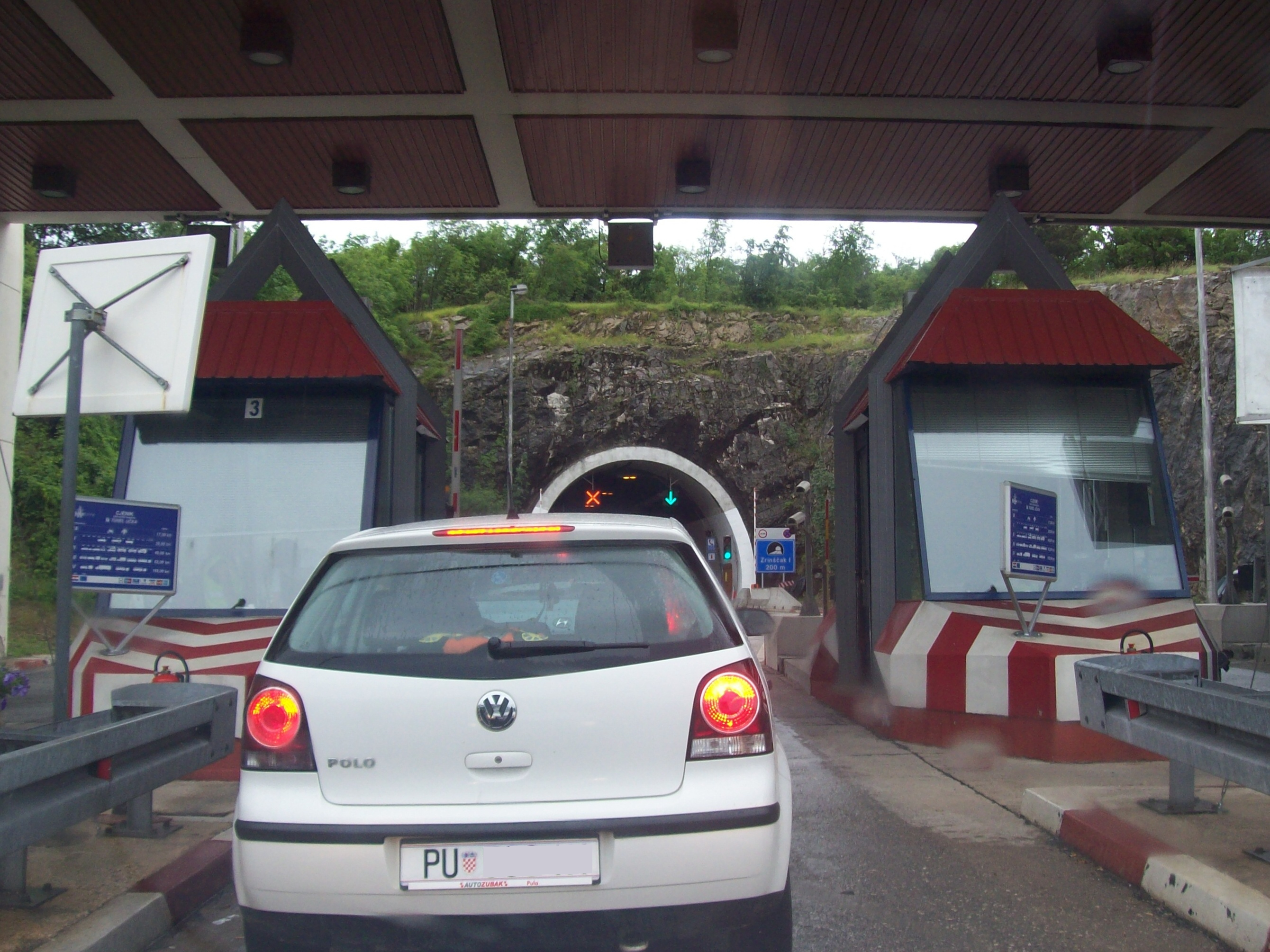
Placení mýtného – u západního portálu
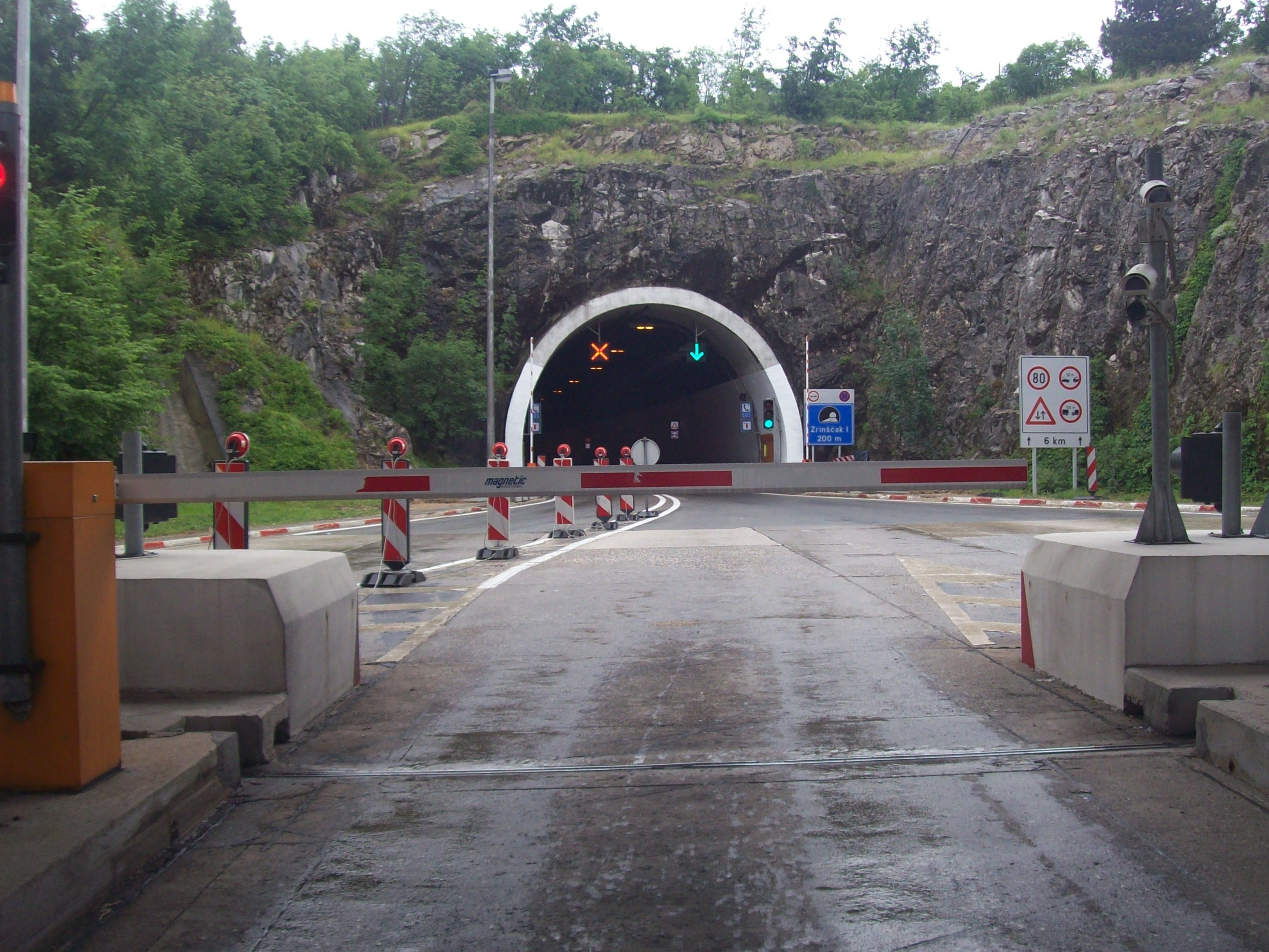
Tunel Zrinšćak I – západní portál
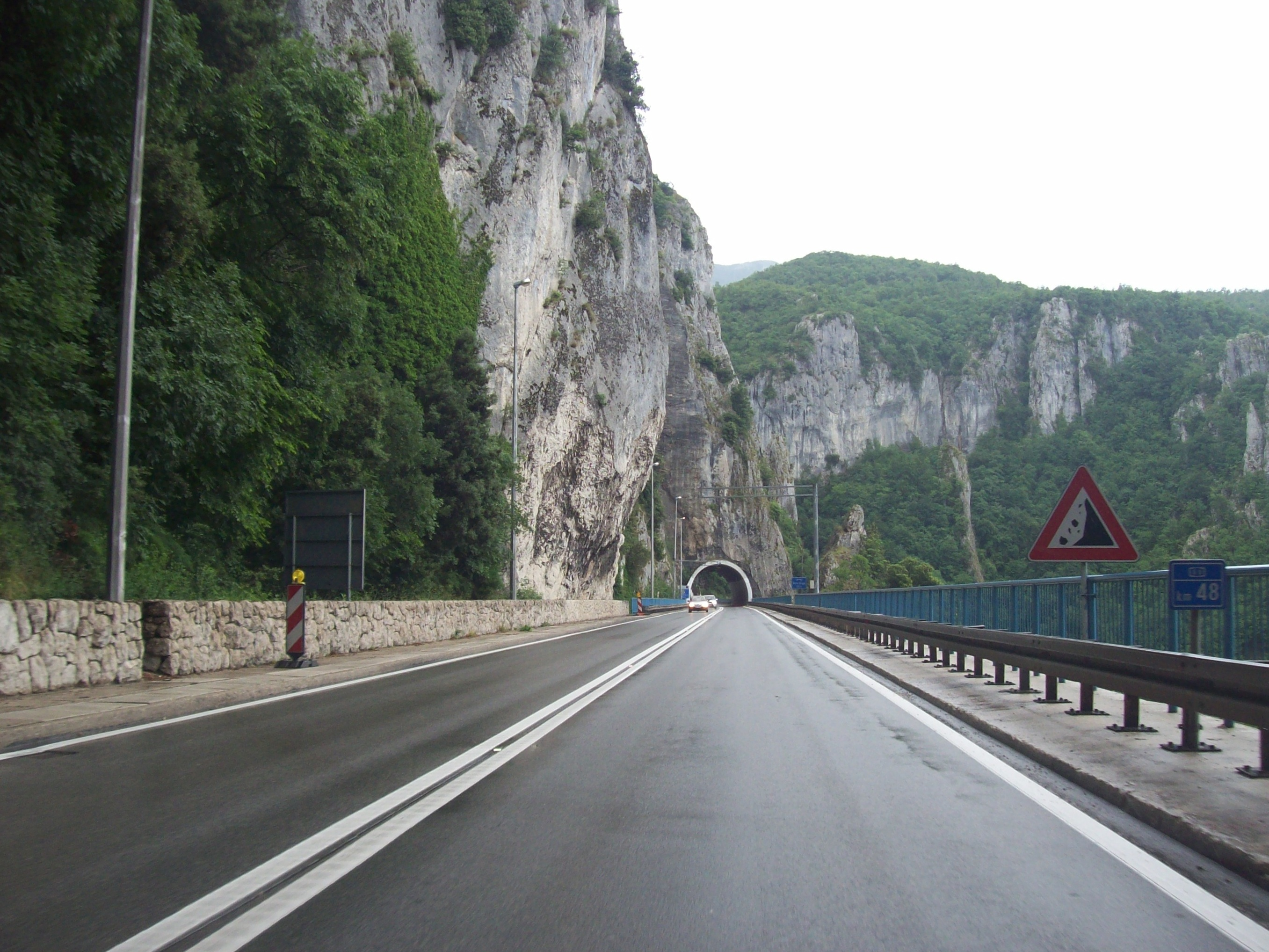
Most Vela Draga
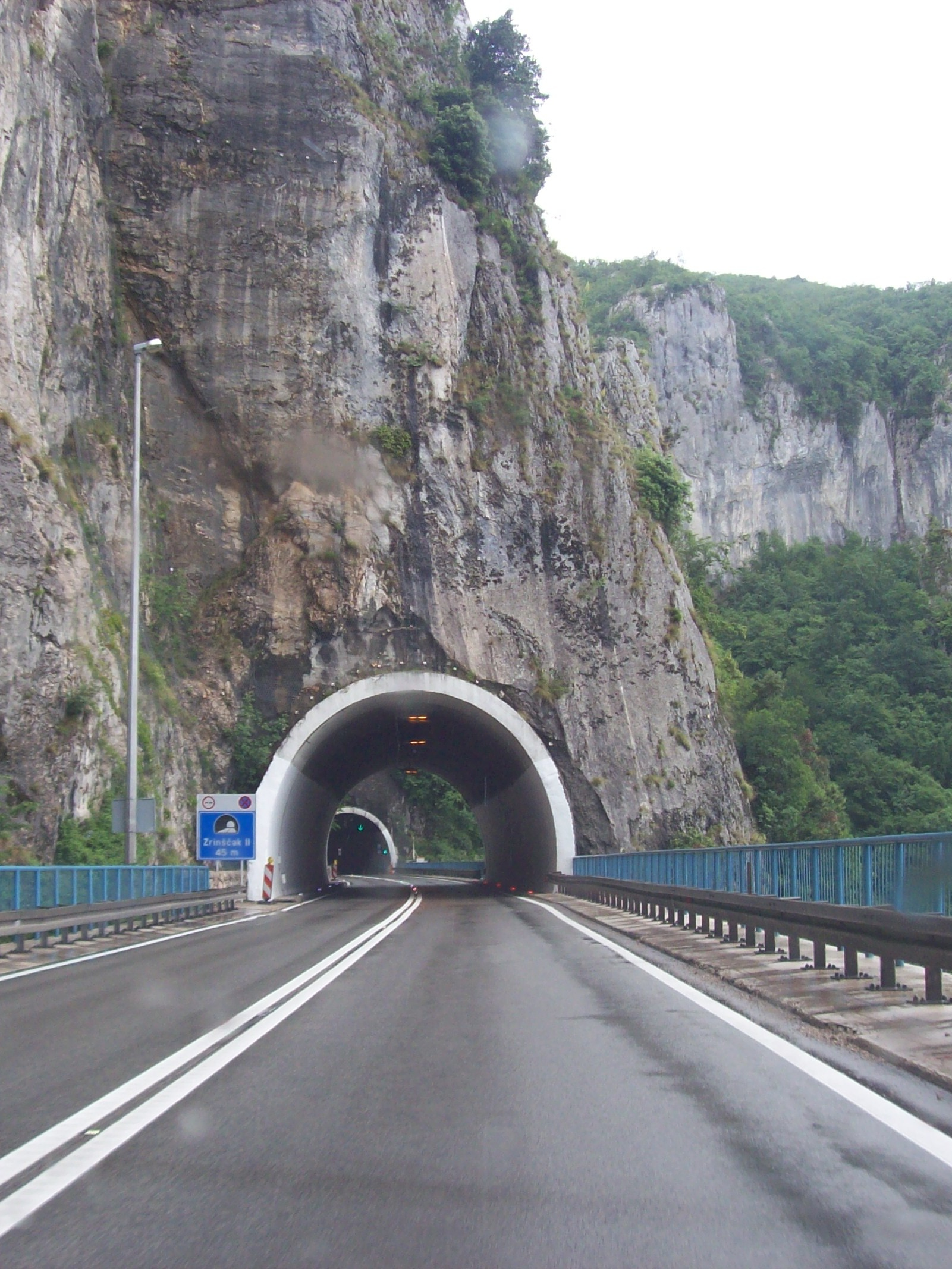
Tunel Zrinšćak II – západní portál
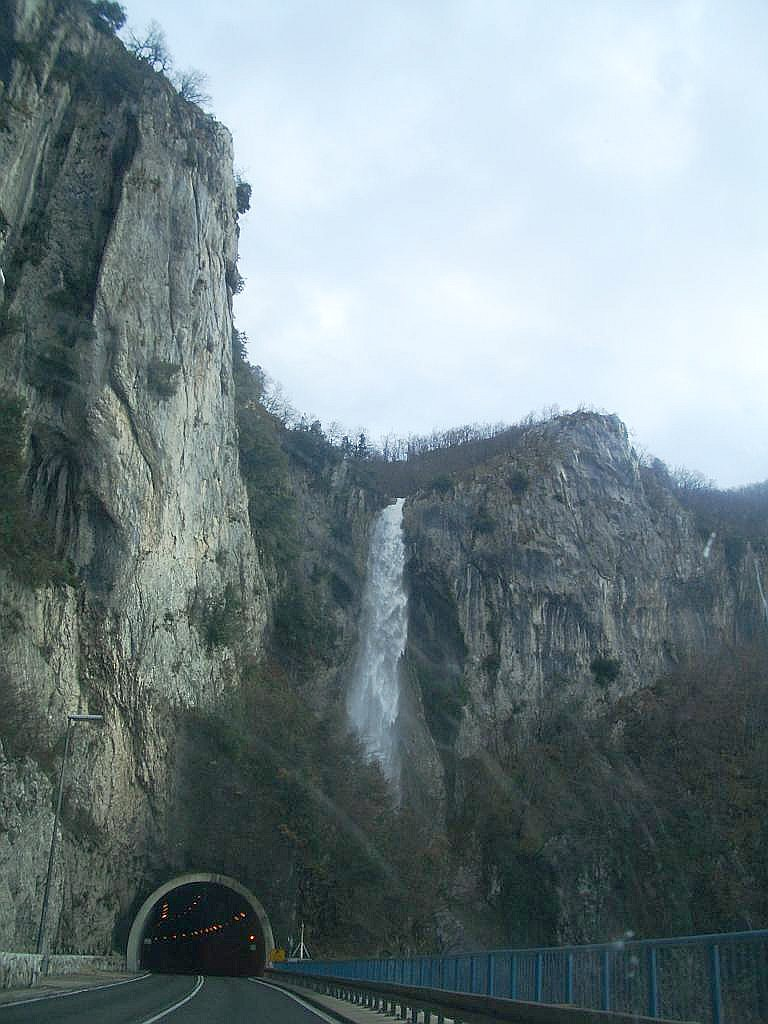
Tunel Učka – západní portál
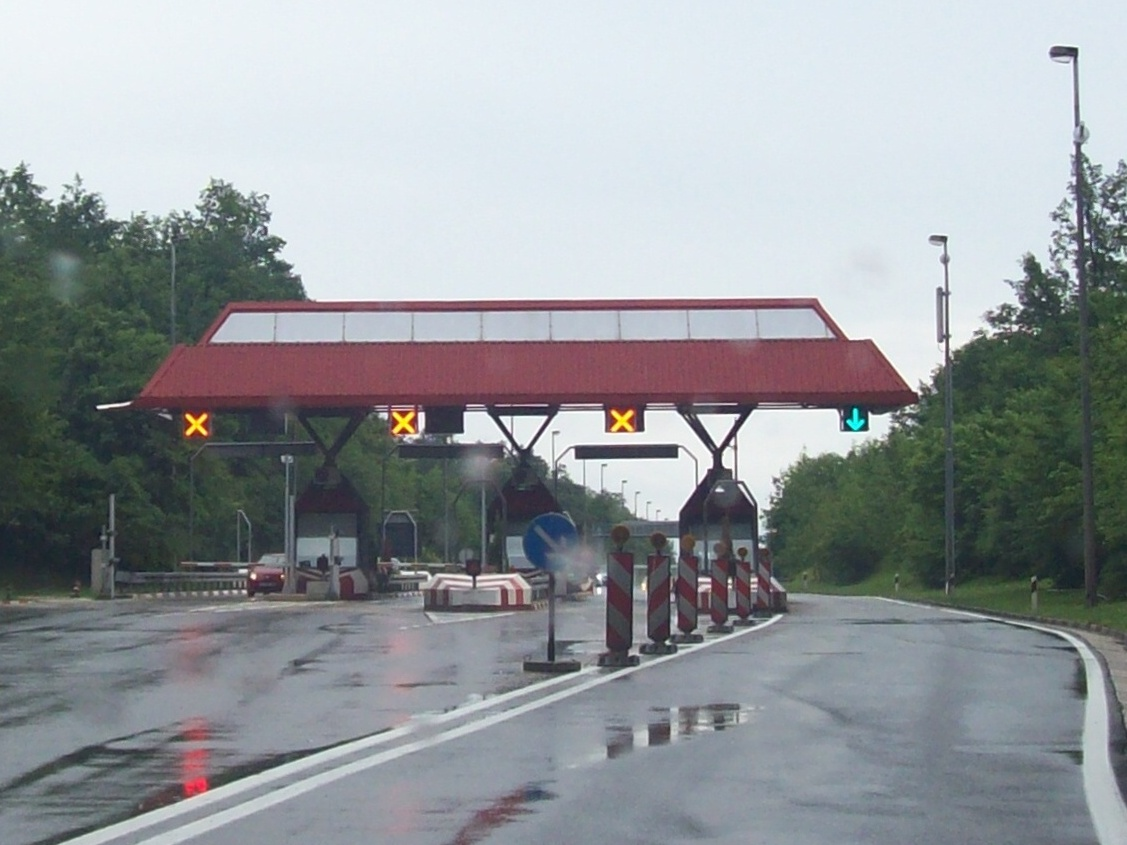
Průjezd mýtnicí – u východního portálu